# Abbaye territoriale de Subiaco
L'abbaye territoriale de Subiaco ou abbaye Sainte-Scholastique (en italien : Abbazia di Santa Scolastica et en latin Abbatia Territorialis Sublacensis), sise à Subiaco, est une abbaye bénédictine immédiatement soumise au Saint-Siège, appartenant à la région ecclésiastique du Latium. Elle a été fondée au VIe siècle par saint Benoît près de la grotte de Subiaco où il fit sa première retraite d'ermite.
En 2019, elle compte trente-six membres de la congrégation de Subiaco Mont-Cassin ; elle est dirigée par l'abbé Mauro Meacci (it).

## Territoire
Jusqu'en 2002, l'abbaye territoriale de Subiaco étend sa juridiction sur vingt-neuf paroisses dans les communes de Camerata Nuova, Cervara di Roma, Cerreto Laziale, Gerano, Canterano, Rocca Santo Stefano, Agosta, Marano Equo, Subiaco, Affile, Arcinazzo Romano, Bellegra, Roiate, Jenne et Trevi nel Lazio.
Avec le décret Venerabilis Abbatia Sublacensis de le Dicastère pour les évêques, le territoire est limité au seul monastère de Sainte-Scholastique (it) et au sanctuaire du Sacro Speco, ainsi qu'aux propriétés bénédictines du mont Taleo et de la colline de Collelungo.
À l'intérieur du monastère de Sainte-Scholastique se trouve la cathédrale homonyme, qui est également la seule paroisse de l'abbaye territoriale.

## Histoire

### Haut Moyen Âge

En noir, les possessions de l'abbaye de Subiaco entre le.

Au début du VIe siècle, saint Benoît, de bonne famille et formé à Rome, se retire près d'une ancienne villa romaine, dans une grotte de Subiaco, dans les montagnes du nord du Latium. Sa renommée comme guide spirituel lui attire rapidement des disciples (beaucoup d’anciens amis de Rome) qui s'installent dans les environs. Au fil des années il y aura pas moins de treize communautés monastiques autour de Subiaco, dont celle qui prendra plus tard de nom de sainte Scholastique, sœur de Benoît et moniale elle-même. Pour retrouver un peu de solitude saint Benoît quitte les lieux pour s’installer au Mont-Cassin.
Au IXe siècle, le monastère Sainte-Scholastique est dévasté deux fois pas les Sarrasins, en 828-829 et 876-877. Après la destruction par les Sarrasins, le monastère des Saints-Benoît-et-Scholastique (aujourd'hui Sainte-Scholastique) est reconstruit et obtient du pape Léon VII les premières propriétés et surtout, le 29 mai 939, l'exemption de la juridiction épiscopale. Une autre concession est donnée par l'empereur Otton Ier le 11 janvier 967, en vertu de laquelle l'abbaye de Subiaco obtient l'immunité sur une série de terres et de châteaux lui appartenant, devenant ainsi un État autonome dans le contexte du Saint Empire romain germanique ; cette autonomie temporelle dure jusqu'en 1753.
Un autre document montre le privilège accordé par le pape Jean XVIII le 21 juillet 1005, dans lequel les possessions et les droits de l'abbaye sont confirmés et en retirant des prérogatives de l'évêque du diocèse le monastère, mais également les églises rurales. On ne peut donc parler d'abbaye nullius que pour le monastère et les églises qui y sont incorporées. Ce privilège est également confirmé par le pape Léon IX en 1051.
Comme pour d'autres, ailleurs en Europe, les XIe et XIIe siècles sont l'âge d’or de l'abbaye Sainte-Scholastique dirigés par des abbés renommés comme Pierre II entre 992 et 1003 vénéré comme un saint, Umberto entre 1051 et 1060 qui fait construire la première chapelle du sanctuaire du Sacro Speco et Jean VII que le Chronicon sublacense dénomme gloriosissimus abbas. Le patrimoine s’étend, le nombre de moines est élevé, les liturgies sont élaborées et fastueuses. Son pouvoir économique et son influence politique s’étendent loin.
|                                            |
| Premier cloître des XIIe et XIIIe siècles. |

|                  |
| Cloître en 1974. |

|                      |
| Entrée du monastère. |

### Moyen Âge tardif

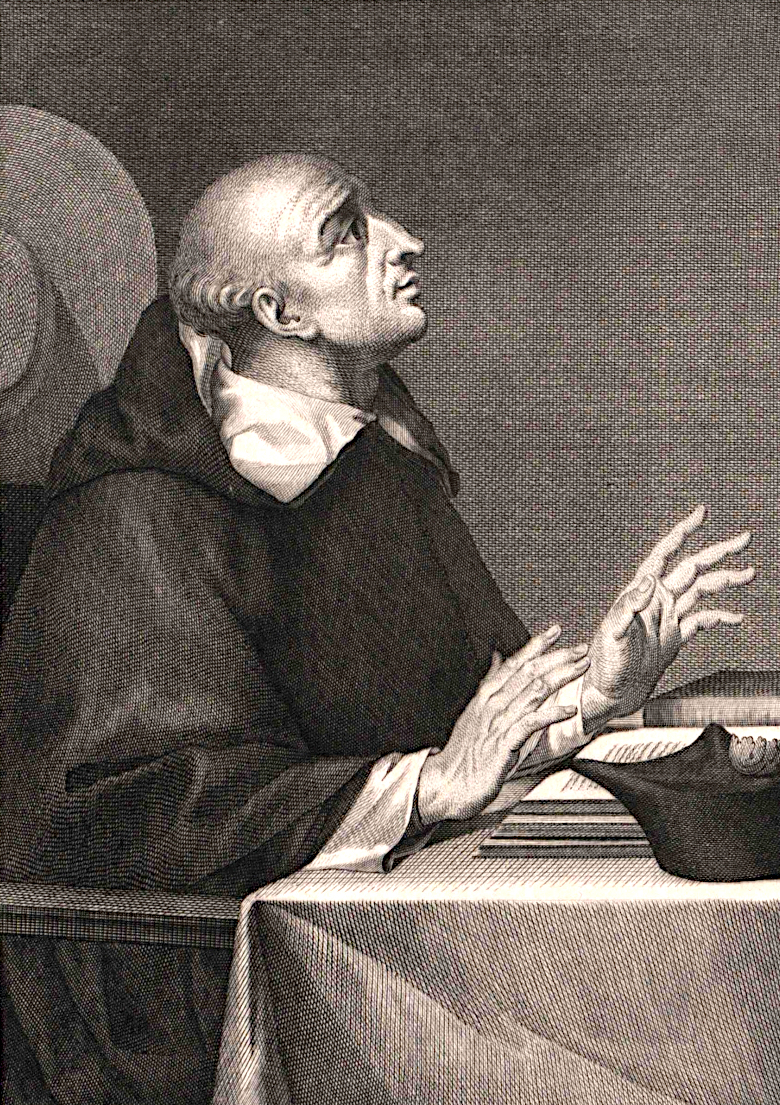
Juan de Torquemada, premier abbé commendataire de Subiaco. Gravure de Juan Barcelón y Abellán (1781).

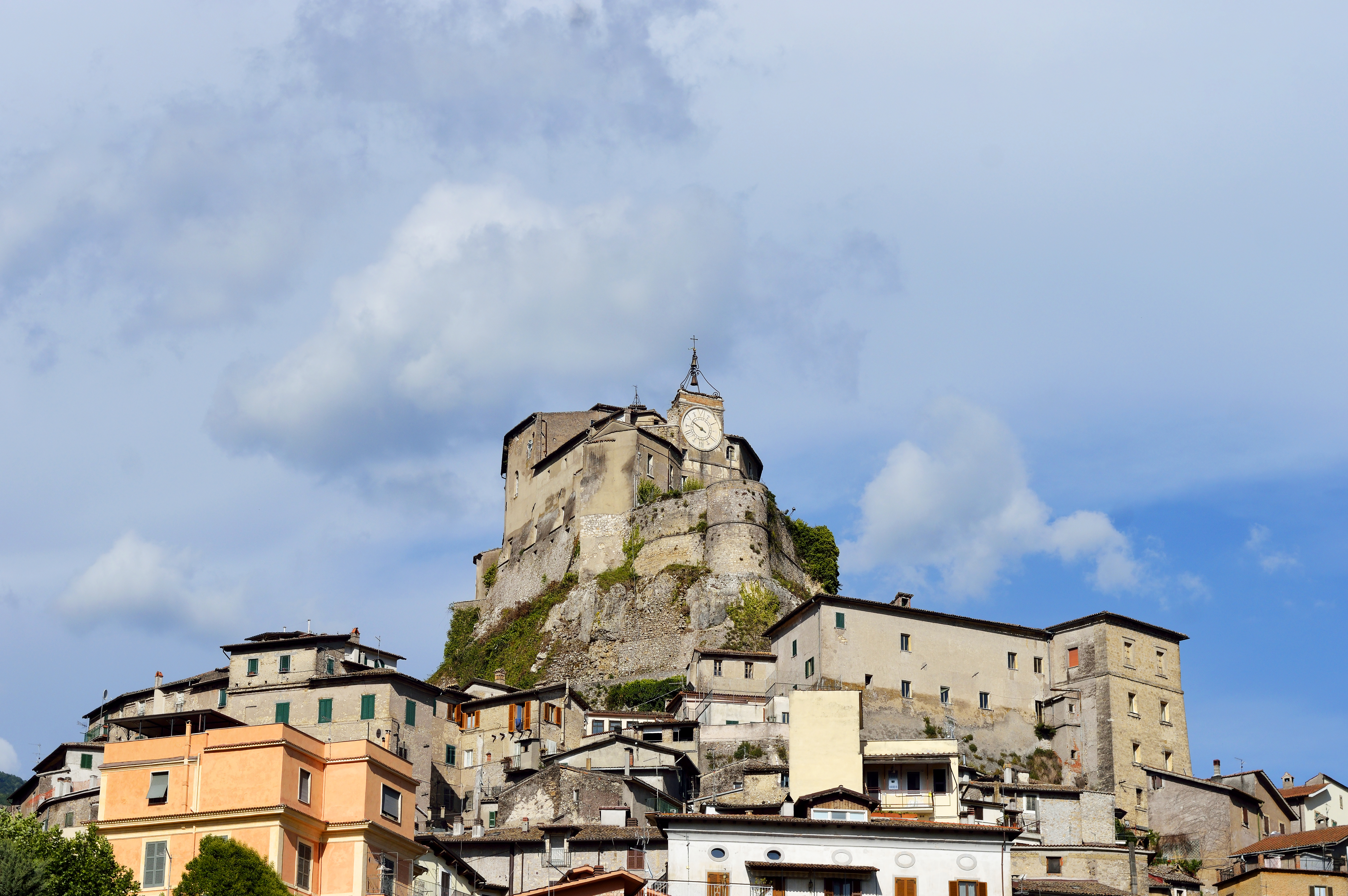
La Rocca Abbaziale dont la construction est achevée par Rodrigo Borgia avant sa nomination comme pape. Demeure des abbés commendataires.

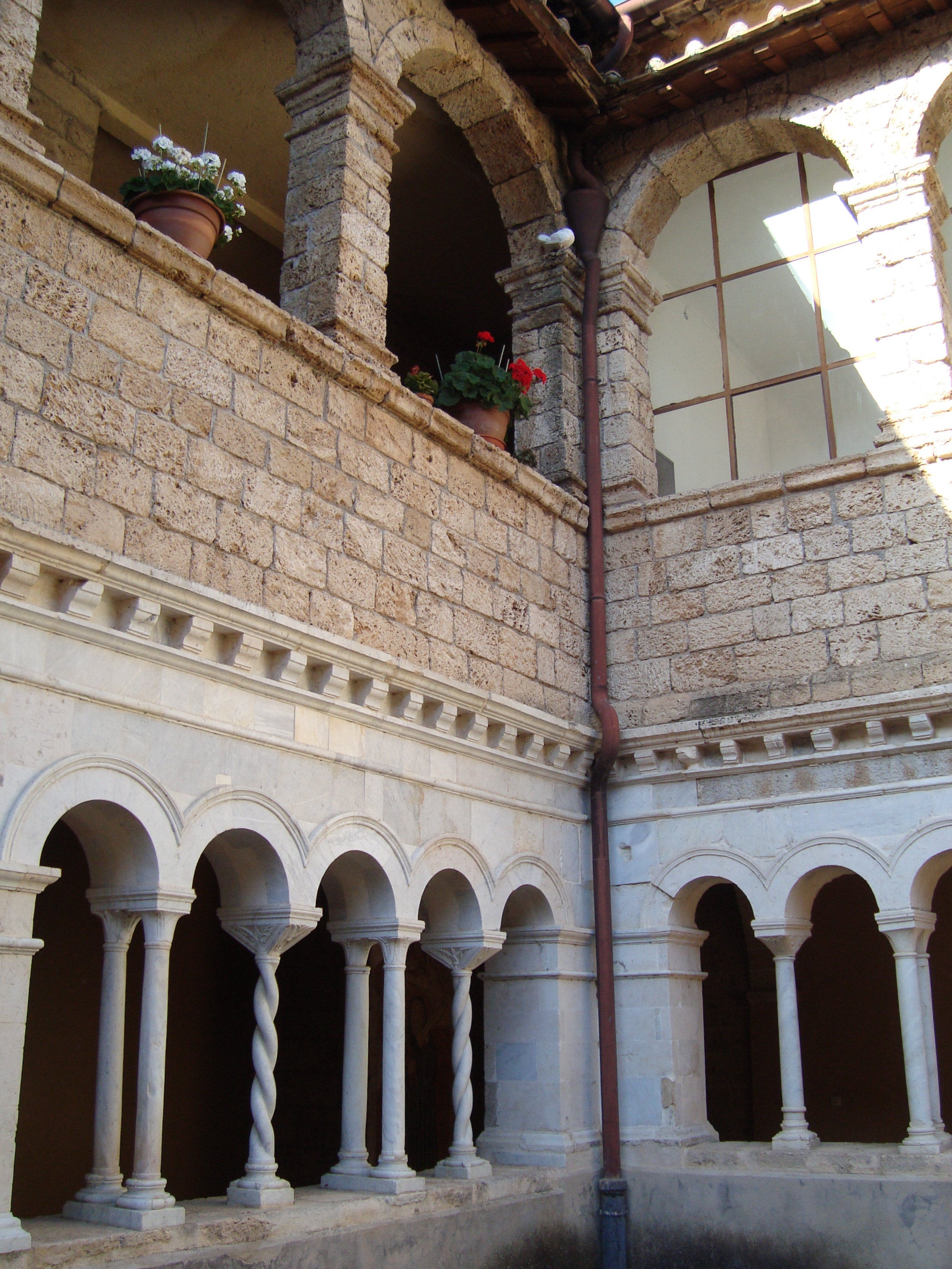
Deuxième cloître des.

Dans la seconde moitié du XIVe siècle l'abbaye entre en crise, de plus en plus à la merci des lignages et des familles les plus puissants de l'époque, et fragilisée par le Grand Schisme d'Occident qui divise alors l'Église catholique. Le pape Urbain VI en 1388 dépose l'abbé Francesco de Padoue et nomme à sa place Tommaso de Celano qui apparaît pour la première fois comme abbé de Subiaco le 15 décembre 1389. Avec cette décision, le pape prive les moines de la liberté de choisir leur propre abbé, et initie la série des abbés curiaux, c'est-à-dire directement nommés par le Saint-Siège.
Quelques décennies plus tard, l'abbaye de Subiaco, comme beaucoup d'autres institutions ecclésiastiques de l'époque, est concédée en commende aux cardinaux de la Curie. Le premier abbé commendataire est Juan de Torquemada nommé par son oncle le pape Calixte III, qui prend ses fonctions le 16 janvier 1456 : pendant son gouvernement l'abbaye est dotée d'une imprimerie en 1464, la première en Italie. Lorsque les monastères de Subiaco sont transférés à la Congrégation cassinienne (it) en 1514, une double hiérarchie se crée : d'une part les cardinaux abbés commendataires, qui exercent la juridiction temporelle et spirituelle sur les territoires et les églises qui dépendent du gouvernement abbatial ; de l'autre, les abbés cloîtrés, élus par le chapitre de la Congrégation cassinienne, qui a pour seule fonction d'administrer la vie religieuse à l'intérieur des deux monastères de Subiaco.
Rodrigo Borgia, futur pape Alexandre VI et abbé commendataire de 1471 à son élection au trône papal, achève la restauration de la Rocca Abbaziale (en), commencée par ses prédécesseurs, qui devient à partir de ce moment la résidence habituelle des commendataires pendant les périodes où ils restent à Subiaco. Après Rodrigo Borgia, la commende abbatiale passe à la famille Colonna, qui la conserve pendant plus d'un siècle, jusqu'en 1608.

### Époque moderne
Les conflits avec les évêques de Tivoli pour la juridiction spirituelle sur les paroisses contestées entre les deux institutions sont vieux de plusieurs siècles. La question est résolue au XVIIe siècle lorsque les Barberini deviennent abbés commendataires, et par une série de « transactions » avec les évêques voisins délimitent une fois pour toutes le domaine de compétence de l'abbaye de nullius de Subiaco. En 1638, une première transaction, celle avec l'évêque de Tivoli Giulio Roma, met fin à la juridiction de l'évêque de Tiburtino sur Subiaco et d'autres châteaux de la région ; cette transaction est approuvée par le pape Urbain VIII, également de la famille Barberini, avec la bulle Sacrosanctae militantis ecclesiae du 15 novembre. L'année suivante, deux autres transactions avec les évêques de Palestrina et d'Anagni placent les territoires de Ponza (aujourd'hui Arcinazzo Romano), d'Affile, de Roiate, de Civitella (aujourd'hui Bellegra), de Jenne et de Trevi sous la juridiction spirituelle des abbés commendataires de Subiaco. Ces transactions sont également approuvées par Urbain VIII.
Ces transferts constituent de manière définitive le diocèse abbatial de Subiaco. Les commendataires ont la tâche de créer une organisation diocésaine avec ses propres structures, avec sa propre curie et avec ses propres archives séparées et distinctes de celles du monastère. Ceux-ci conservent les archives des nombreuses visites pastorales (it) effectuées par les commendataires ; la première est réalisée en 1640 par Emilio Bonaventura Altieri, évêque de Camerino et futur pape Clément X, au nom du cardinal Antonio Barberini. Dans la bulle Sacrosanctae militantis ecclesiae, Urbain VIII ordonne la célébration d'un synode diocésain au commendataire Antonio Barberini. Le premier synode est convoqué en juin 1674 au monastère de Santa Scolastica par le commendataire Carlo Barberini, abbatiae sublacensis abbatem, et perpetuum commendatarium, eiusque Dioeceseos Ordinarium.
Avec la création d'un véritable diocèse, les commendataires utilisent de plus en plus la collégiale Sant'Andrea, au centre de Subiaco, comme cathédrale « de facto », entrant ainsi en conflit avec les moines, qui revendiquent pour leur église abbatiale Sainte-Scholastique le privilège de la cathédrale. L'église Sant'Andrea bénéficie d'importantes restaurations et rénovations sous le cardinal Giovanni Angelo Braschi, qui conserve le titre d'abbé commendataire même après avoir été élu pape sous le nom de Pie VI le 15 février 1775. Il est également le fondateur de l'établissement du séminaire diocésain dans le bâtiment adjacent à Sant'Andrea, qu'il dote d'une riche bibliothèque de plus de 5 000 volumes, ce qui constitue aujourd'hui la collection la plus importante de la bibliothèque monastique.
En 1753, le pape Benoît XIV, avec la bulle Commendatam Nobis du 7 novembre, met fin au pouvoir temporel des abbés commendataires, en ne confiant au nouvel abbé Giovanni Francesco Banchieri que la juridiction spirituelle sur l'abbaye et son diocèse, tandis que le territoire, du point de vue civil, est définitivement intégré à l'État pontifical sous l'autorité de la Chambre apostolique.

### Époque contemporaine
Pour mettre fin aux désaccords entre le chapitre abbatial de Sainte-Scholastique et le chapitre séculier de Sant'Andrea, le pape Léon XIII, avec le décret Ad quaestionum germina de la Congrégation pour les évêques du 26 avril 1892, établit que seule la cathédrale de l'abbaye est nullius ainsi qu'à l'église monastique de Sainte-Scholastique et accorde le titre de co-cathédrale à la basilique Sant'Andrea.
Le pape Pie X est le dernier abbé commendataire. En effet, avec la constitution apostolique Coenobium Sublacense du 21 mars 1915, le pape Benoît XV supprime la commende et le titre d'« abbé commendataire » après quatre siècles d'existence. Le diocèse de l'abbaye est confié en administration apostolique à l'abbé général de Subiaco Mauro Serafini, jusqu'à la nomination du premier abbé ordinaire en 1917 en la personne de Simone Lorenzo Salvi, ancien abbé cloîtré depuis 1909.
Dans les années 1930, l'abbé Salvi transfère le séminaire diocésain de son ancien siège à la co-cathédrale Sant'Andrea à l'intérieur du monastère de Sainte-Scholastique.
Le 16 juillet 2002, par le décret Venerabilis Abbatia Sublacensis de la Congrégation pour les Évêques, l'abbaye, tout en conservant le privilège de territorialité, cède des paroisses aux diocèses voisins : Camerata Nuova, Cervara di Roma, Cerreto Laziale, Gerano, Canterano, Agosta, Marano Equo, Subiaco, Affile, Arcinazzo Romano et Jenne au diocèse de Tivoli ; Rocca Santo Stefano, Bellegra et Roiate au diocèse suburbicaire de Palestrina; et Trevi nel Lazio au diocèse d'Anagni-Alatri.

## Architecture

### Abbaye Sainte-Scholastique
Les bâtiments s'organisent autour de trois cloîtres. Le plus ancien (XIIe et XIIIe siècles) est cosmatesque, c’est le plus beau et le plus harmonieux. Le second est gothique, des XIVe et XVe siècles. Le troisième date de la Renaissance (fin du XVIe siècle).
L'église gothique avec campanile roman est entièrement refaite en 1771-1776 et a un aspect néo-classique qui détonne dans l'ensemble architectural de l’abbaye.

### Le sanctuaire duSacro Speco(ou «de saint Benoît»)
Situé à quelques kilomètres de l'abbaye, le sanctuaire est spectaculairement accroché au flanc de la montagne dont il épouse la courbe. Il est soutenu par neuf hautes arcades ogivales.
L'intérieur est fait d’un labyrinthe de chambrettes, chapelles (au-dessus de la grotte même de saint Benoît) et d’étroits passages, certains creusés dans le roc même. Le tout est couvert par endroits de fresques d’époques diverses, les plus anciennes (byzantines) remontant au VIIIe siècle.
Le point d'intérêt particulier en est une représentation de saint François d’Assise. C’est le plus ancien portait que l'on connaisse du saint, en fait réalisé avant sa mort. Elle fut réalisée durant le séjour de François d’Assise à Subiaco (1223-1224). On le voit sans stigmates et sans auréole.

### La congrégation de Subiaco
L'abbaye Sainte-Scholastique est aujourd'hui, au sein de la confédération bénédictine, à la tête de la congrégation de Subiaco Mont-Cassin, une fédération de soixante-quatre monastères bénédictins situés sur les cinq continents et à laquelle sont aussi agrégées quarante-cinq communautés féminines.

## Liste des abbés

### Abbés cloîtrés
- Benoît de Nursie (505-529)
- Gregorio Paparoni (avant décembre 1046 - après juillet 1051)

### Abbés commendataires
- Juan de Torquemada (16 janvier 1456 - 1467/1468 démission)
- Pietro Barbo (1467/1468 - 25 août 1471 mort)
- Rodrigo de Borja (1471 - 11 août 1492 élu pape)
- Giovanni Colonna (16 août 1492 - 20 août 1501 déposé)
- Sede vacante 1501 - 1504
- Giovanni Colonna (1504 - 26 septembre 1508 mort)
- Pompeo Colonna (1508 - 1513 démission)

#### Ouvrages
- (it) Leone Allodi, Inventario dei manoscritti della biblioteca di Subiaco, Forlì, 1891.
- (la) Carlo Barberini, Synodus dioecesana insignis abbatiae sublacensis nullius dioeceseos, celebrata per eminentissimus ac reverendissimum dominum … Carolum Barberinum, Rome, 1674 (lire en ligne). .
- (it) Filippo Caraffa, « Visite pastorali nel Lazio meridionale dal concilio di Trento al secolo XIX », dans Quaderni dell'Associazione Archivistica Ecclesiastica, anno XXII-XXIII, 1979. .
- (it) P. Egidi, I Monasteri di Subiaco, vol. 1, Forgotten Books, 2019, 566 p. (ISBN 978-0265707319). .
- (it) Vincenzo Federici, I monasteri di Subiaco II, 1904 (lire en ligne).
- (la) Paul Fridolin Kehr, Italia pontificia : Roma, apvd Weidmannos, 1906 (ISBN 9785883904461). .
- (it) Gregorio Jannuccelli, Memorie di Subiaco e sua badia, Genève, 1856 (lire en ligne). .
- (it) Placido Lugano, L'Italia benedettina : Montecassino, Subiaco, Badia di Cava, Camaldoli, Vallombra, Montevergine, Montefano, Rome, Francesco Ferrari, 1929 (1re éd. 1876), 660 p. (lire en ligne). .

#### Articles
- (it) Paolo Rosati, « I confini dei possessi del monastero sublacense nel medioevo (secolo X-XIII) », Archivio della Società romana di storia patria, vol. 135,‎ 2012, p. 31-62 (lire en ligne, consulté le 12 août 2021). .
- (la) « Bolla Commendatam Nobis », Sanctissimi Domini nostri Benedicti papae XIV. Bullarium, Malines, vol. 10, t. IV,‎ 1827, p. 337-346 (lire en ligne, consulté le 28 août 2021).
- (en) « Subiaco », Catholic Encyclopedia, New York, Encyclopedia Press,‎ 1913.